# A Deeper Kind of Slumber
A Deeper Kind of Slumber (engl.: ‚Eine tiefere Art des Schlummers‘) ist das fünfte Studioalbum der schwedischen Metal-Band Tiamat. Das Album erschien 1997 bei dem Label Century Media, Produzenten des Albums sind Dirk Draeger und der Sänger der Band, Johan Edlund.

## Musik
Das Konzeptalbum erschien in einer Phase, in der Tiamat dem Death Metal vollständig entwachsen war und vom Gothic Metal mit aufwändiger Instrumentierung des Vorgängeralbums Wildhoney zu einer mit Synthesizern unterlegten, langsamen Form des Progressive Metal oder „experimentellen Rocks“ tendierte. Auch Ähnlichkeiten etwa mit dem Synth Rock von Depeche Mode sind vorhanden. Im Gegensatz zum Vorgänger verzichtet Tiamat bei A Deeper Kind of Slumber auf jegliche Metal-Inszenierung und schafft durch ruhige Klänge eine sanfte, melancholische und psychedelische Atmosphäre. Dabei wird die Musik gelegentlich mit den Aufnahmen von Pink Floyd verglichen, von denen die Band auch Vogelzwitschern übernommen hat.

## Instrumente und Gastmusiker
Das Album A Deeper Kind of Slumber zeichnet sich durch eine für den Heavy Metal untypische Instrumentierung aus. Während die Stammbesetzung der Band die Basis aus E-Gitarre (Thomas Petersson, Johan Edlund), Akustikgitarre (Thomas Petersson), E-Bass (Anders Iwers) und Schlagzeug (Lars Sköld) spielte, wurde von Johan Edlund  neben dem Keyboard auch das als Ätherophon bekannte Theremin eingesetzt.
Als Gastmusiker spielten die Musiker der deutschen Band The Inchtabokatables die Streichinstrumente Cello und Violine und der finnische Sami Yli-Sirniö die Sitar. Vervollständigt wurde das Instrumentarium durch Flöte (Ertugrul Coruk) und Oboe (Anke Eilhardt). Neben dem Sänger Edlund betätigte sich Birgit Zacher (Gastsängerin von Moonspell und Angel Dust) als Background-Sängerin.

## Rezeption
Im deutschen Rock Hard schrieb Wolfgang Schäfer, dass es Tiamat gelungen sei, Wildhoney noch zu toppen. Er zog Vergleiche mit Depeche Mode und Nick Cave und lobte die Platte als „richtungweisend“ und „unkonventionellen und mutigen Schritt“. Schäfer vergab die Höchstnote 10. Auch bei metal.de wurde das Album mit dieser Höchstnote bedacht. Das einzige Wort, es zu beschreiben, sei „anders“. Es erzeuge „Klangwelten“, die nach einiger Zeit der Gewöhnung „ihre Wirkung vollkommen entfalten“. Auch hier wird das Album in einem Zuge mit Wildhoney genannt. Auf allmusic.com sieht Steve Huey A Deeper Kind of Slumber in Bezug auf die „durchgängige Hörbarkeit“ etwas „unter“ Wildhoney angesiedelt. Er vergibt vier von fünf Sternen.

## Titelliste
1. Cold Seed
2. Teonanacatl
3. Trillion Zillion Centipedes
4. The Desolate One
5. Atlantis as a Lover
6. Alteration X 10
7. Four Leary Biscuits
8. Only in My Tears It Lasts
9. The Whores Of Babylon
10. Kite
11. Phantasma De Luxe
12. Mount Marilyn
13. A Deeper Kind of Slumber

Am 27. Juli 2007 erschien eine Deluxe Edition, auf der neben den Songs des Albums eine Mix-Version von Only in My Tears It Lasts (von der Single-Auskopplung Cold Seed) und mehrere Video-Clips enthalten sind:
1. Only in My Tears It Lasts (The Cat Mix)
2. Alteration X 10 (Videoclip)
3. Cold Seed (Videoclip)
4. Phantsma De Luxe (Videoclip)

## Singles
Aus dem Konzeptalbum wurde 1997 nur der Song Cold Seed als Single ausgekoppelt. Sie enthielt folgende Songs:
1. Cold Seed
2. Only in My Tears It Lasts
3. Three Leary Biscuits